# Deltochilum rubripenne
Deltochilum rubripenne är en skalbaggsart som beskrevs av Hippolyte Louis Gory 1831. Deltochilum rubripenne ingår i släktet Deltochilum och familjen bladhorningar. Inga underarter finns listade i Catalogue of Life.